# Lot 22
Lot 22 est un canton dans le comté de Queens, Île-du-Prince-Édouard, Canada. Il fait partie de la Paroisse Grenville.

## Population
- 578 (recensement de 2001)[1]
- 579 (recensement de 2006)[1]
- 560 (recensement de 2011)[2]

## Communautés
- Bayview